# مارتین فنیکس
مارتین فنیکس (هلندی: Martin Venix؛ زادهٔ ۴ مارس ۱۹۵۰) ورزشکار دوچرخه‌سواری پیست اهل هلند است.
وی در مسابقات کشوری و بین‌المللی در مجموع برندهٔ ۲ مدال طلا، ۲ مدال نقره شده‌است.